# Tarhos
Tarhos es un pueblo ubicado en el distrito de Békés, en el condado de Békés, Hungría.

## Superficie
Posee una superficie de 57,45 kilómetros cuadrados.

## Demografía
Hasta 2019 la población era de 766 habitantes, con una densidad de población de 13,33 habitantes por kilómetro cuadrado.